# Eudes de Saint-Amand

Escudo de armas de Eudes de Saint-Amand.

Eudes (Odon) de Saint-Amand (m. Damasco, 19 de octubre de 1179) fue un noble francés, octavo gran maestre de la Orden del Temple.

## Biografía
Pertenecía a una familia noble del Limousin. Marchó muy joven a Palestina, pues cuando asume la jefatura de los templarios, tiene en su haber una importante carrera militar, ya que había ocupado el cargo de mariscal del reino y vizconde de Jerusalén. Es desconocida la fecha de su ingreso en el Temple y sucedió al efímero Philippe de Milly a la cabeza de la Orden hacia 1171. Aunque gozó de una reputación como hombre sagaz y de gran coraje, el cronista Guillermo de Tiro lo describe así: : «Hombre ruin, soberbio, arrogante, que respira sólo furor, sin temor de Dios y sin consideración hacia los demás... murió en la miseria, sin pena de nadie.»
Nada más ser elegido se opuso al rey Amalarico I de Jerusalén al rechazar presentar ante la justicia real al templario Gantier du Mesnil, culpable de haber asesinado a un emisario del Viejo de la Montaña. Su enfrentamiento duró hasta la muerte del rey, al que sucedió el joven y enfermo Balduino IV. En 1177, Saladino lanzó un raid sobre Ascalón con casi 20.000 hombres. Al punto Balduino IV se dirigió a su encuentro con apenas 3.000 infantes y 375 caballeros, de los que 80 eran templarios conducidos por su jefe. Son los templarios los que se sitúan en vanguardia y cargan atropellando a las primeras líneas del sultán ayubida.
«El ángel exterminador parecía seguirles en la pelea.»
La batalla de Montgisard (18 de noviembre de 1177) fue una gran victoria de los cristianos conseguida en parte gracias al ímpetu y la furia de la carga de los templarios. Sin embargo, al año siguiente, mientras el ejército construía un fuerte sobre el río Jordán, fue sorprendido por Saladino (batalla del Vado de Jacob). Mientras los caballeros se desbandan, sólo resisten los templarios, al igual que los hospitalarios, y todos sucumben a excepción de Eudes de Saint-Amand. El sultán desea intercambiarlo por uno de sus sobrinos prisionero de la Orden; pero el gran maestre, que rechaza la oferta, le responde :«Yo no puedo autorizar con mi ejemplo la cobardía de mis caballeros que se dejarían prender con la esperanza de ser rescatados. Un templario debe vencer o morir, y no puede dar por su rescate otra cosa que no sea sino su puñal y su cinto.»
Llevado al cautiverio, muere en Damasco el 19 de octubre de 1179, lo que es confirmado por el registro de Reims.
| Predecesor: Philippe de Milly | Gran maestre de la Orden del Temple 1171 - 1179 | Sucesor: Arnaldo de Torroja |